# Міжнародний день цивільної авіації

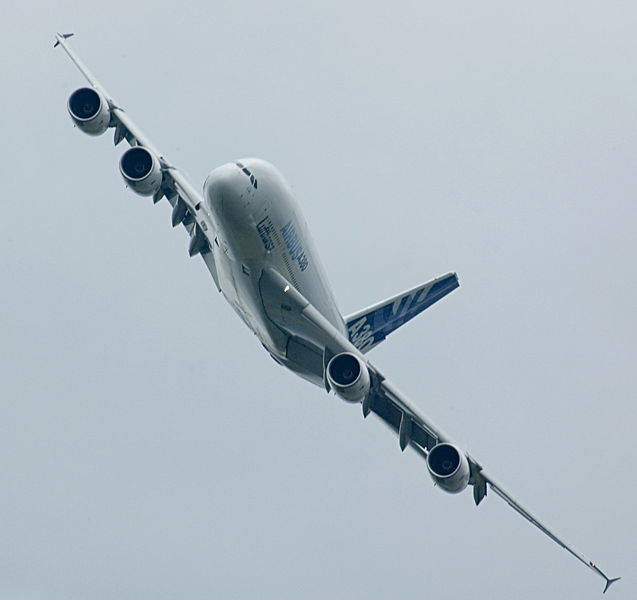
A380

Міжнародний день цивільної авіації — Міжнародний день ООН, який відзначається щорічно 7 грудня. Рішення ухвалила Генеральна Асамблея ООН 6 грудня 1996 року.  До святкування цього дня залучаються різні національні та міжнародні організації.

## Статус
Спеціалізованою установою авіації в структурі ООН є Асамблея Міжнародної організації цивільної авіації. Для святкування Міжнародного дня цивільної авіації було обрано саме 7 грудня, оскільки цього дня відзначалася п'ятдесята річниця з моменту підписання міжнародної конвенції про цивільну авіацію [Архівовано 25 березня 2013 у Wayback Machine.].
Кожні п’ять років, в ювілейні роки створення Міжнародної організації цивільної авіації (2014/2019/2024/2029/и т.д.), цей День проходить за спеціальною темою. В періоди між річницями визначається загальна тема на чотири роки: кампанія 2015-2018 років відбувається під гаслом: «Працюємо разом, щоб жодна країна не залишилася без уваги» (англ. Working Together to Ensure No Country is Left Behind).
Цілодобова робота авіаторів не припиняється ні на хвилину, вона вимагає найвищого професіоналізму, оскільки пов'язана з колосальною відповідальністю, а часом - і з ризиком. Бути серед тих, хто виконує нелегку роботу з організації перельотів, на чиїх плечах лежить висока відповідальність за збереження життя і здоров'я пасажирів - це гідно і почесно для кожного.
У наш час Міжнародний день цивільної авіації відзначається багатьма державними і приватними компаніями, які обслуговують не тільки  внутрішньонаціональні, а й міжнародні авіалінії.

## Теми Міжнародних днів цивільної авіації за роками
- 1995 —  https://www.icao.int/secretariat/SecretaryGeneral/aviation_day/1995/pio199513_e.pdf [Архівовано 29 травня 2017 у Wayback Machine.];
- 1996 —  https://www.icao.int/secretariat/SecretaryGeneral/aviation_day/1996/pio199614_e.pdf [Архівовано 29 травня 2017 у Wayback Machine.];
- 1997 — https://www.icao.int/secretariat/SecretaryGeneral/aviation_day/1997/pio199724_e.pdf [Архівовано 29 травня 2017 у Wayback Machine.];
- 1998 — https://www.icao.int/secretariat/SecretaryGeneral/aviation_day/1998/pio199814_e.pdf [Архівовано 29 травня 2017 у Wayback Machine.];
- 1999 — https://www.icao.int/secretariat/SecretaryGeneral/aviation_day/1999/pio199916_e.pdf [Архівовано 29 травня 2017 у Wayback Machine.];
- 2000 —  https://www.icao.int/secretariat/SecretaryGeneral/aviation_day/2000/pio200012_e.pdf [Архівовано 29 травня 2017 у Wayback Machine.];
- 2001 —  https://www.icao.int/secretariat/SecretaryGeneral/aviation_day/2001/pio200116_e.pdf [Архівовано 29 травня 2017 у Wayback Machine.];
- 2002 — https://www.icao.int/secretariat/SecretaryGeneral/aviation_day/2002/pio200214_e.pdf [Архівовано 29 травня 2017 у Wayback Machine.];
- 2003 — https://www.icao.int/secretariat/SecretaryGeneral/aviation_day/2003/pio200318_e.pdf [Архівовано 29 травня 2017 у Wayback Machine.];
- 2004 —  https://www.icao.int/secretariat/SecretaryGeneral/aviation_day/2004/pio200415_e.pdf [Архівовано 29 травня 2017 у Wayback Machine.];
- 2005 —  https://www.icao.int/secretariat/SecretaryGeneral/aviation_day/2005/pio200512_e.pdf [Архівовано 29 травня 2017 у Wayback Machine.];
- 2006 —  https://www.icao.int/secretariat/SecretaryGeneral/aviation_day/2006/pio200615_e.pdf [Архівовано 29 травня 2017 у Wayback Machine.];
- 2007 —  https://www.icao.int/secretariat/SecretaryGeneral/aviation_day/2007/pio200712_e.pdf [Архівовано 29 травня 2017 у Wayback Machine.];
- 2008 —  https://www.icao.int/secretariat/SecretaryGeneral/aviation_day/2008/pio200815_e.pdf [Архівовано 29 травня 2017 у Wayback Machine.];
- 2009 —  https://www.icao.int/secretariat/SecretaryGeneral/aviation_day/2009/pio200913_e.pdf [Архівовано 29 травня 2017 у Wayback Machine.];
- 2010 —  Безпека польотів, авіаційна безпека та сталий розвиток авіації для нашої планети (англ. Safe, Secure and Sustainable Aviation For Our Plane)];
- 2011 —  https://www.icao.int/secretariat/SecretaryGeneral/aviation_day/2011/PRES.MESSAGE.ICAD.EN.pdf [Архівовано 29 травня 2017 у Wayback Machine.];
- 2012 —  https://www.icao.int/secretariat/SecretaryGeneral/aviation_day/2012/COM.26.12.EN.pdf [Архівовано 29 травня 2017 у Wayback Machine.];
- 2013 —  https://www.icao.int/secretariat/SecretaryGeneral/aviation_day/2013/COM.41.13.EN.pdf [Архівовано 29 травня 2017 у Wayback Machine.];
- 2014 —  https://www.icao.int/about-icao/70th-anniversary/Pages/default.aspx [Архівовано 29 травня 2017 у Wayback Machine.].